# François Frédéric Campana
François Frédéric Campana, även Francesco Federico Campana, född 15 februari 1771 i Turin, Peveragno eller Cuneo, död 16 februari 1807 i Ostrołęka, var en italiensk brigadgeneral som tjänstgjorde i Napoleon I:s armé.

## Biografi
Campana var befälhavare för Turins nationalgarde och började sin karriär i de franska revolutionsarméer som verkade i Italien, armée d'Italie, där han blev adjutant till general Claude Victor-Perrin. Han stred i 1795 års fälttåg mot Österrike och Sardinien och sårades i slaget vid Loano. Han blev prefekt för Marengo 1803 och befordrades till général de brigade 1805. Han stred i 1805, 1806 och 1807 fälttåg. Han dödades i strid vid Ostrołęka 1807 och på Napoleons order ingraverades hans namn på bronstavlorna vid slottet i Versailles.